# Kedewatan
Kedewatan is een bestuurslaag in het regentschap Gianyar van de provincie Bali, Indonesië. Kedewatan telt 6620 inwoners (volkstelling 2010).